# Les Voyages de Gulliver
Pour les articles homonymes, voir Gulliver et Les Voyages de Gulliver (homonymie).
Les Voyages de Gulliver ou Les Voyages extraordinaires de Gulliver (en anglais : Travels into Several Remote Nations of the World. In Four Parts. By Lemuel Gulliver, First a Surgeon, and then a Captain of Several Ships abrégé en Gulliver’s Travels) est un roman satirique écrit par Jonathan Swift en 1721. L'auteur fait beaucoup d'allusions aux écrivains de l'antiquité, dont Lucien de Samosate.
Le livre est un sommet de la satire sociale et politique au travers d’éléments mêlant, sur le mode du pamphlet ou de la description narrative, de la philosophie, de la logique, du fantastique et de la science-fiction.
Une version censurée et modifiée par son éditeur paraît pour la première fois en 1726 ; ce n’est qu’en 1735 qu’il paraît en version complète. Il apparaît pour la première fois en français sous le titre Voyages du capitaine Lemuel Gulliver en divers pays éloignés ) en janvier 1727, à La Haye.

## Genèse
L'idée des Voyages de Gulliver est probablement née au Scriblerus Club, un groupe d'amis qui comptait parmi ses membres Swift, Alexander Pope, John Gay, John Arbuthnot, Henry St.John, Thomas Parnell et Robert Harley. Le club, créé en 1713, se dédiait aux supercheries littéraires et publiait des critiques et des pastiches sous la signature de Martinus Scriblerus (Martin Scribouillard). Afin que ce personnage fictif prenne de l'épaisseur, les amis décidèrent qu'il fallait lui donner une biographie, qui parut en 1741 sous le titre The Memoirs of Martinus Scriblerus. Un des chapitres du livre, rédigé entre 1727 et 1729, probablement par Swift, retrace les voyages de Scriblerus, et préfigure les Voyages de Gulliver. La rédaction de ces derniers aurait été entreprise en 1720 et terminée en 1725.
En mars 1726, Swift quitte l'Irlande et gagne Londres pour y trouver un éditeur qui accepte de publier, sans lui faire courir de risque, ce qui se présente alors comme un violent pamphlet politique, contenant en outre de nombreux passages scabreux ou scatologiques. En août, Benjamin Motte, un imprimeur-libraire londonien, reçoit une partie du manuscrit, que Swift à fait transcrire pour masquer son écriture. Une lettre signée d'un certain Richard Sympson, prétendument cousin de Gulliver, accompagne le colis et demande 200 £ pour l'auteur qui souhaite dédier cette somme à une œuvre pour les gens de mer dans le besoin.
Le livre est finalement publié le 28 octobre 1726. Malgré les nombreuses erreurs et omissions délibérées opérées par Motte sans l'accord de Swift, l'ouvrage est un succès immédiat. Il est réimprimé à plusieurs reprises, sans les erreurs, mais en conservant toujours les omissions, jusqu'en 1735, où il paraît dans sa version originale sous les presses dublinoises de George Faulkner, dans le cadre de la publication des œuvres complètes de Swift.

## Le contexte
Les Voyages de Gulliver sont tout d'abord un pastiche des récits de voyages qui font alors fureur. On y trouve des passages inspirés de Rabelais, du Voyage dans la Lune de Cyrano de Bergerac, de Robinson Crusoé et des mémoires de voyage du navigateur et pirate William Dampier.
Le livre est également un pamphlet politique anti-Whigs, une satire féroce de la recherche et du progrès scientifique, et un conte philosophique sur la condition humaine.

### Pamphlet politique
Durant le règne de la reine Anne, Jonathan Swift est mêlé aux intrigues qui opposent à la Cour Tories et Whigs. Plusieurs épisodes des Voyages de Gulliver sont des transpositions à peine voilées de ses déboires et de ceux de ses amis Tories pendant cette période. Ses contemporains pouvaient facilement faire le parallèle entre certains personnages politiques de l'époque et leur transposition littéraire. Le roi George I, par exemple, est caricaturé tour à tour sous les traits de l'empereur malfaisant de Lilliput, puis ceux du roi tyrannique de Laputa. L'impératrice de Lilliput évoque la reine Anne. Le conflit entre Lilliput et Blefuscu reflète la guerre entre la France et l'Angleterre. Ces similitudes expliquent les réticences de Swift à publier sous son nom et les coupes opérées par l'imprimeur Motte dans les premières éditions.

### Pamphlet anti-scientifique
Selon Swift, l'unique objet d'intérêt digne de la science est l'espèce humaine et les recherches concernant les formes inférieures de la vie lui semblent au mieux inutiles, sinon totalement ridicules. Les deux chapitres consacrés à l'Académie de Lagado (qui raille impitoyablement les recherches de la Royal Society dans les chapitres V et VI du voyage à Laputa) multiplient les personnages de scientifiques hallucinés et les exemples de recherches grotesques : extraction de rayons solaires à partir de concombres, reconstitution d'aliments à partir d'excréments, fabrication de poudre à canon à partir de glace pilée, utilisation de cochons pour labourer la terre, vers à soie remplacés par des araignées, assouplissement du marbre pour en faire des oreillers, traitement des coliques par insufflation d'air par l'anus, etc.

### Conte philosophique
Swift utilise les Voyages de Gulliver pour présenter l'humanité de quatre points de vue différents. Gulliver est tout d'abord projeté dans un monde où il est un géant parmi les Lilliputiens. Puis il visite un pays où il est un être minuscule entouré de géants. Dans son troisième voyage, il se trouve la seule personne sensée parmi des insensés. Enfin, dans son dernier voyage, il côtoie des êtres d'une intelligence rationnelle et supérieure qui, par contraste, font apparaître l'humanité comme « irrationnelle et bestiale ».
À travers ces visions différentes du monde, le jugement de Gulliver devient de plus en plus pessimiste quant à l'espèce humaine, alors que Swift adopte, pour sa part, une attitude philosophique plus nuancée : à l'inverse de la misanthropie totale de son héros, l'auteur distingue finalement l'espèce humaine dans son ensemble, qui ne mérite pas grande considération, et le cercle de ses amis et de ses proches, auquel il porte malgré tout attention et amour.
Le roman a été écrit par Swift après le krach de 1720. Il avait acheté des actions de la Compagnie des mers du Sud pour 1 000 livres. La spéculation avait fait passer la valeur d'une action de 128 livres à 1 050 livres, avant de s'effondrer ruinant bon nombre de commerçants britanniques. Cet accroissement puis cette miniaturisation de la richesse en un temps très court a pu donner à Swift l'idée des changements de taille relative de son personnage principal qui serait une métaphore de ce krach en donnant à Swift l'occasion de se moquer des travers de la société de son temps.

## Les quatre voyages de Gulliver
Cette œuvre, écrite à la première personne, est divisée en quatre parties : le voyage à Lilliput, qui représente la cité des nains ; le voyage à Brobdingnag, qui représente la cité des géants ; le voyage à Laputa ; le voyage au pays des Houyhnhnms.

### Voyage à Lilliput

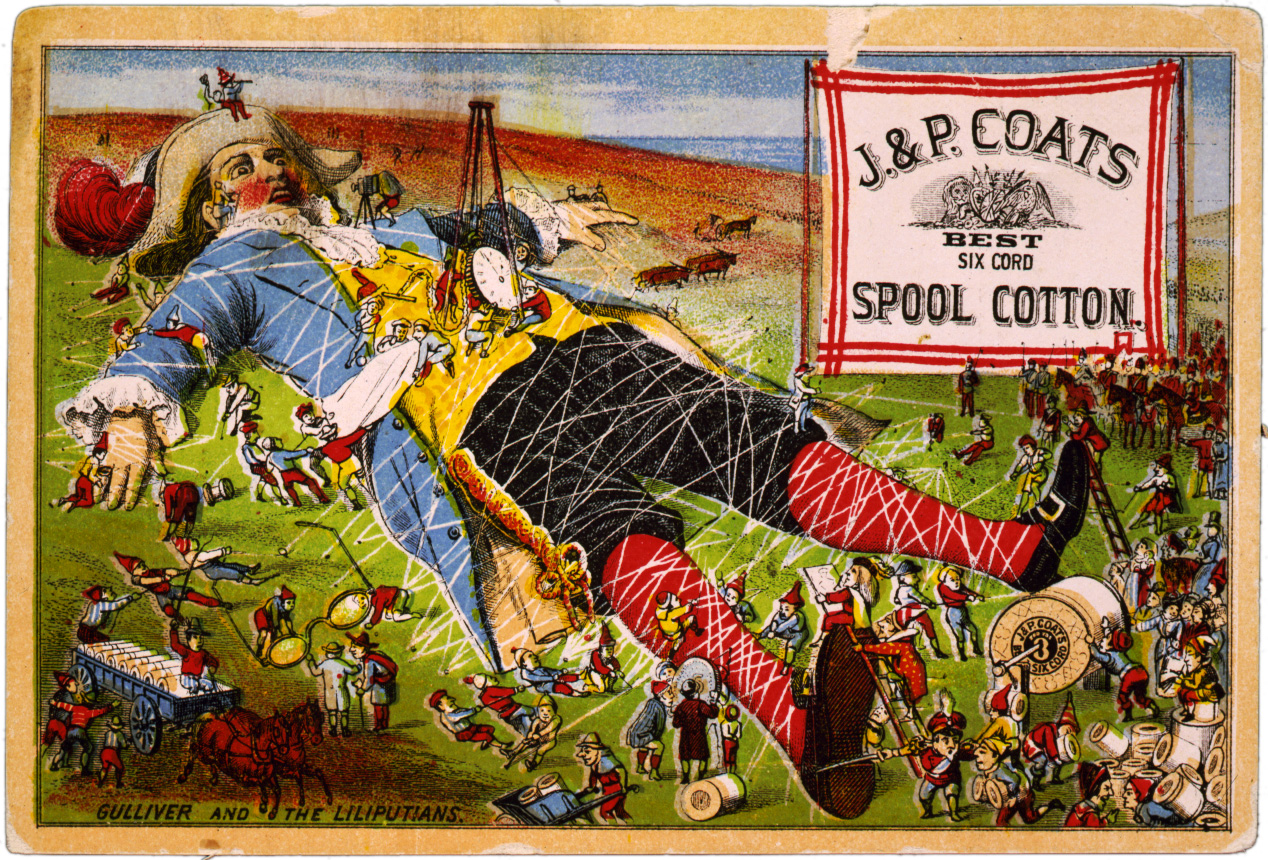
Gulliver and the Liliputans.

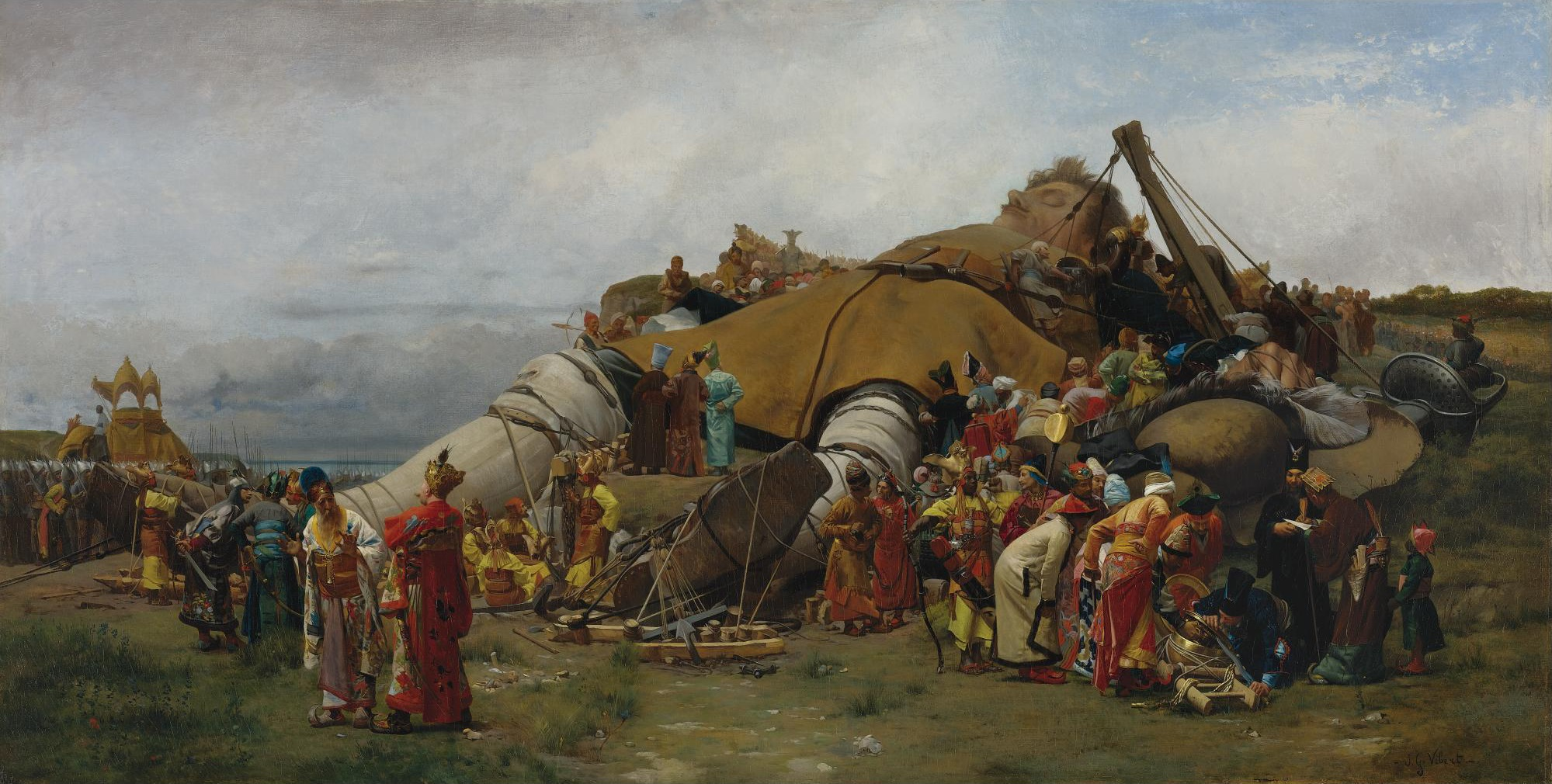
Jean-Georges Vibert, Gulliver et les Lilliputiens, vers 1870

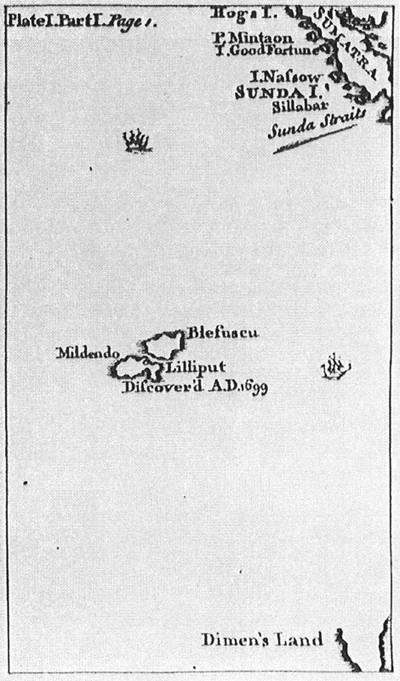
Carte de Lilliput dans l'édition de 1726 des Gullvers's Travels

Où l’on voit Lemuel Gulliver, chirurgien de marine, naviguer vers Bristol. Après un naufrage, il se retrouve sur l’île de Lilliput, dont les habitants, les Lilliputiens, ne mesurent qu'environ six pouces de haut (env. 15 cm). Par plusieurs aspects, la société lilliputienne semble bien plus avancée que l'Angleterre de l'époque, bien que les peuples passent leur temps à faire la guerre. Après bien des aventures, Gulliver découvre l'origine de la guerre entre Lilliput et Blefuscu qui est l'île voisine : un roi a voulu imposer le côté par lequel devaient être cassés les œufs à la coque ; d'où le nom des partisans de chaque doctrine, les Gros-boutistes et les Petits-boutistes. À la fin du récit, Gulliver doit fuir Lilliput pour Blefuscu : en effet, en ayant refusé d'asservir les Blefusciens vaincus et surtout à la suite d'un complot fomenté par le Grand Amiral et certains ministres lilliputiens, il perd les grâces de l'Empereur. S'il restait, il se risquerait à une sentence d'arrachement de ses yeux, l'Empereur ayant atténué la peine prévue par les ministres : la mort. Il parvient finalement à retrouver un navire au large pour retourner en Angleterre.

### Voyage à Brobdingnag
À noter que durant tout le voyage, il est écrit Brobdingnag, mais dans la lettre à son cousin Simpson qui clôt le livre, Gulliver précise que l'orthographe exacte est Brobdingrag.
Gulliver entreprend un deuxième voyage et se retrouve à Brobdingnag, que l'auteur situe dans l'océan Pacifique entre le Japon et l'Amérique. Il se retrouve alors dans la situation inverse de Lilliput : tous les Brobdingnagiens sont des géants. L'un d'entre eux s'empare de Gulliver pour l'emmener dans sa ferme, où une petite fille, qu'il surnomme Glumdalclitch, s'occupe de lui. Il est par la suite acheté par la cour royale de Brobdingnag et y réside avec sa nourrice Glumdalclitch. Du fait de sa petite taille, le héros devient un objet de curiosité pour le roi, la reine et la cour, et devient notamment favori de la reine. Il explique au roi le système politique existant en Angleterre. Le souverain critique vivement les institutions anglaises. Mais à la suite d'un manque d'attention de la part d'un courtisan qui l'emmenait en balade près d'une falaise, Gulliver se retrouve emporté depuis sa chambre artificielle par un aigle, puis est repêché par des marins, qui le ramènent en Angleterre, où il a l'impression durant quelque temps de voir la population plus petite que lui.

### Voyages à Laputa, à Balnibarbi, à Glubbdubdrib, à Luggnagg et au Japon

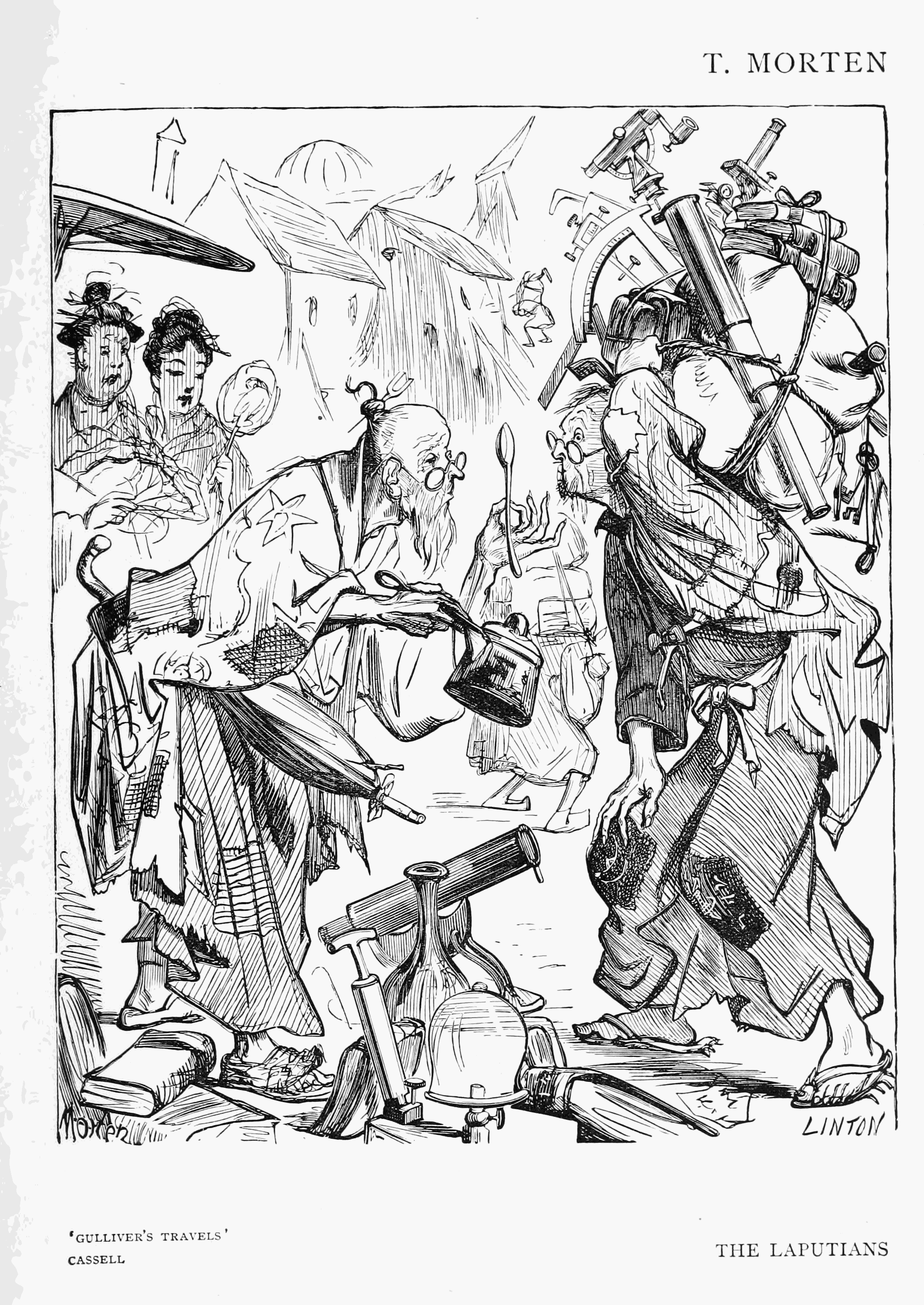
Voyage à Laputa, chapitre V. Les académiciens de Balnibardi pratiquant le langage universel. Illustration de Gleeson White, 1906

Laputa est une île volante, flottant au-dessus du pays de Balnibarbi grâce à un complexe système reposant sur une pierre magnétique. Elle renferme la noblesse de plus haut rang qui s'en sert comme d'une arme pour menacer leurs sujets dans le cas où ils refuseraient de payer leurs impôts, ainsi l'île se déplace de ville en ville à travers le pays. Elle dispose de plusieurs moyens de persuasion : soit elle peut ordonner que l'on jette des pierres sur les maisons plus bas, soit elle peut assiéger une ville, jusqu'à ce que les habitants meurent de faim, mais le plan final du monarque en cas d'urgence est de tout simplement laisser tomber l'île sur la tête des villageois, étant constituée d'une surface de cristal géante qui protège les fonctions essentielles de la machinerie. Les habitants de l'île sont très particuliers : étant constamment plongés dans des réflexions, ils perdent toute perception de ce qui les entoure, ainsi quand l'on désire leur parler, il faut que les sonneurs à leur service appelés « climenoles » fassent retentir leur instrument, pour les faire revenir à eux, et ce, de très nombreuses fois par jour. Obsédés par l'astronomie, les mathématiques et la physique, ils passent des journées entières à penser et repenser les choses, émettre des conjectures et faire des calculs incessants.
Lassé du peu d'intérêt qu'ils lui portent, Gulliver décide de mettre pied à terre et rencontrer les habitants de Balnibarbi ; ainsi il découvre que là-dessous, les fonds ne servent qu'à alimenter les recherches de la science, ce qui génère une grande pauvreté du peuple. Il découvre l'académie de Lagado (en) où, abusant de la science spéculative, les hommes perdent tout sens commun, exposant et appliquant les théories les plus folles avec par exemple, un scientifique qui espérait recréer de la nourriture à partir de matière fécale ou encore un autre, tentant de piéger les rayons du soleil dans des concombres. Un chercheur lui présente également une machine à générer des écrits aléatoirement, qui préfigure l'ordinateur moderne. C’est une critique de la Science qui est là divinisée et mise au-dessus de la raison.
Luggnagg est un pays où Gulliver découvrira l'existence d'êtres immortels appelés « Struldbruggs ». Tout d'abord pris d'enthousiasme à l'idée d'un tel phénomène, il découvrira par la suite que malheureusement, malgré le fait que ces personnes ne puissent mourir, elles n'en gardent pas pour autant une jeunesse éternelle. De ce fait, ces immortels vieillissent, rongés par les maladies, oubliant tous les êtres de leur famille ; ils deviennent malfaisants et très faibles, irascibles et haïs de tous : ils prennent petit à petit une forme spectrale au fil du temps, peinés de voir les autres mourir et pas eux. Le gouverneur de cette île a, en outre, le pouvoir de nécromancien d'invoquer les esprits des morts pour une journée sous forme de fantômes. C'est ainsi que Gulliver a l'occasion de converser avec de grandes figures du passé telles qu'Alexandre le Grand ou Hannibal le Carthaginois.
Glubbdubdrib est une île où résident des sorciers. Là-bas, Gulliver, grâce aux talents de nécromancien du gouverneur, va pouvoir échanger avec des personnalités historiques de tous âges qui lui révéleront des vérités cachées sur l'histoire des hommes à propos de points déterminants de celle-ci, philosophes, héros de guerre, grandes figures politiques, Gulliver les rencontre tous et se rend compte que l'histoire qu'il connaît est bâtie sur de nombreux mensonges et erreurs.

### Voyage au pays des Houyhnhnms

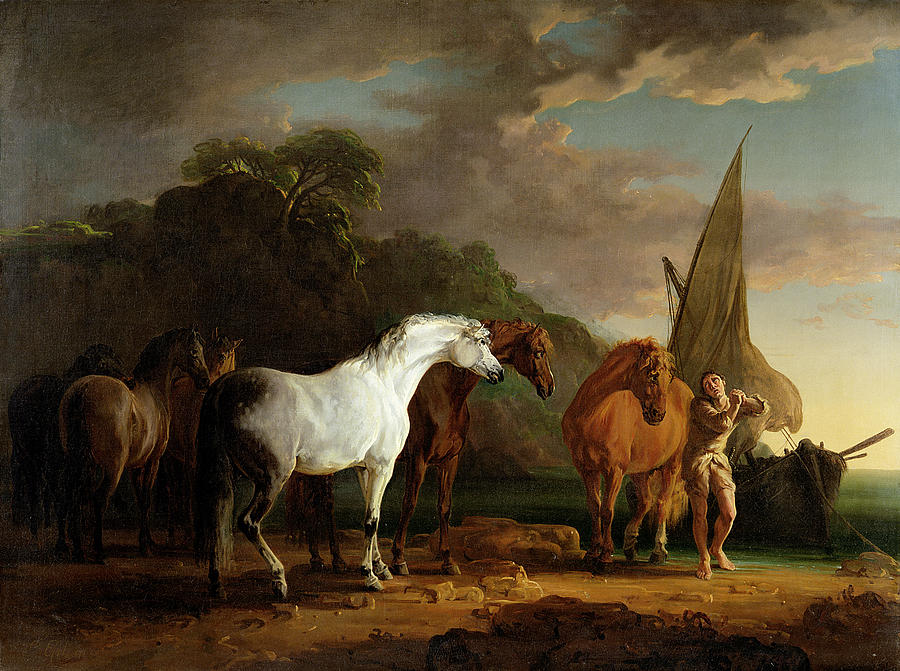
Gulliver quitte définitivement le pays des Houyhnhnms, tableau de Sawrey Gilpin, 1789

Pays peuplé par les Houyhnhnms, des chevaux beaux et intelligents arrivés au sommet de la raison et de la sagesse, qui sont les maîtres des Yahoos, animaux d’aspect répugnant au comportement misérable, qui se révèlent, au grand désespoir de Gulliver, être des humains. Swift pose ici une question de réflexion : quelle est la différence entre un être humain et un animal ? Cette différence est-elle réelle ou est-elle simplement apparente ? Doit-on avoir honte d’être humain ?

## Adaptations cinématographiques et télévisuelles
Dès 1902 : le livre est adapté une première fois au cinéma muet avec Le Voyage de Gulliver à Lilliput et chez les géants de Georges Méliès.
Plusieurs adaptations suivront depuis lors. Dont, entre autres :
- 1934 : Gulliver Mickey de Walt Disney
- 1935 : Le Nouveau Gulliver film d'animation russe d'Alexandre Ptouchko
- 1939 : Les Voyages de Gulliver (Gulliver's Travels) de Dave Fleischer
- 1960 : Les Voyages de Gulliver (film, 1960) (The 3 Worlds of Gulliver) de Jack Sher avec Kerwin Mathews
- 1965 : Garibā no Uchū Ryokō (ガリバーの宇宙旅行?, littéralement « Les voyages de Gulliver dans l'espace ») est un film d'animation japonais réalisé par Masao Kuroda et Sanae Yamamoto
- 1968 : Les Aventures de Gulliver (The Adventures of Gulliver), série télévisée d'animation de Hanna-Barbera[5]
- 1977 : Gulliver's Travels de Peter R. Hunt mélange animation et acteurs[6]
- 1996 : Les Voyages de Gulliver (Gulliver's Travels) téléfilm en 2 parties
- 2010 : Les Voyages de Gulliver, avec Jack Black dans le rôle de Lemuel Gulliver

Dans son film Un cas pour un bourreau débutant (1970), Pavel Juráček reprend le livre de Swift en racontant l'arrivée de Lemuel Gulliver à Balnibarbi. À travers son œuvre, il critique le régime totalitaire tchécoslovaque. Le film est tout de suite censuré.

## Adaptations théâtrales
- Jean-Louis Sarthou a écrit et mis en scène une adaptation intitulée La fable de Libre-Gueule. Elle a été jouée en 1974-75 au Studio d'Ivry et en tournée en France (particulièrement en coproduction avec la Maison de la Culture de Chambéry). Elle était interprétée par Dany Tayarda, Raymond Bisbal, Michel Brothier et Vincent Violette.

## Postérité
- Après avoir traduit l'original en français en 1727, Pierre Desfontaines a écrit Le Nouveau Gulliver ou Voyage de Jean Gulliver, fils du capitaine Gulliver… en 1730.
- En 1933, le film américain King Kong montre l'héroïne se faire enlever par un gorille géant qui escalade l'Empire State Building. Cette scène peut faire écho au chapitre V, lors du voyage à Brobdingnag, où le héros est enlevé par un singe géant qui le tient dans sa main et escalade le pied d'une table. On peut y voir une préfiguration[8].
- Bertolt Brecht emprunte à Swift dans Têtes rondes et têtes pointues (allemand : Die Rundköpfe und die Spitzköpfe) car Yahoo désigne alors un royaume imaginaire : « La scène représente un pays nommé Yahoo, / Dans lequel le Juge des crânes, en les répartissant, / Décide du même coup du sort de certaines gens » (traduction de Michel Habart, L'arche, 1959).
- La nouvelle Farémido (1916) de l'écrivain hongrois Frigyes Karinthy est un pastiche de l'œuvre de Swift. Ayant pour sous-titre Le cinquième voyage de Gulliver, elle raconte la rencontre de Gulliver, pilote d'avion durant la Première Guerre mondiale, avec un peuple d'androïdes, s'exprimant dans une langue purement musicale.
- Plusieurs cratères de Phobos, satellite naturel de Mars font référence à des personnages du roman.
- Dans le film d'animation, Le Château dans le ciel (1986) de Hayao Miyazaki, le château volant nommé Laputa est une adaptation libre de cette partie des Voyages.
- En informatique, l'ordre des octets, l'endianness, porte le nom des deux peuples Lilliputiens, en référence au côté par lequel chaque peuple mange ses œufs à la coque.
- Dans Docteur Folamour (1964) de Stanley Kubrick, le bombardier B-52 « Colonie lépreuse » cible le site de « missiles Laputa ».
- le nom du site Yahoo! a été choisi en référence au peuple des yahoos[réf. nécessaire]
- le nom de la chaîne de télévision française Gulli, destinée à la jeunesse, est un diminutif de Gulliver.
- en 2000, Maxime Aulio, compositeur, écrit une suite pour Orchestre d'Harmonie, basée sur ce livre.
- Dans la série de jeux Animal Crossing, un des personnages s'appelle Gulliver en hommage aux Voyages. Il peut être trouvé échoué sur les plages. Il se révèle être un capitaine ayant fait naufrage. Amnésique, il ne se rappelle pas de son dernier voyage ; le joueur peut y remédier en l'interrogant.

### Filmothèque
- Les Voyages de Gulliver, Lobster Films, 2016, Coffret DVD « Les Pionniers de l'Animation »